# Осовая (Вологодская область)
Осовая — деревня в Тотемском районе Вологодской области.
Входит в состав Калининского сельского поселения, с точки зрения административно-территориального деления — в Усть-Печенгский сельсовет.
Расстояние до районного центра Тотьмы по автодороге — 62 км, до центра муниципального образования посёлка Царёва  по прямой — 17 км. Ближайшие населённые пункты — Большой Горох, Павловская.
По переписи 2002 года население — 21 человек (12 мужчин, 9 женщин). Всё население — русские.